# Китайская Республика на летних Олимпийских играх 1972
Китайская Республика, в реальности представляющая лишь остров Тайвань, принимала участие в Летних Олимпийских играх 1972 года, но не завоевала ни одной медали. В знак протеста против узурпации Тайванем названия «Китай», Китайская народная республика бойкотировала эти игры. Под давлением КНР МОК принял решение, что в дальнейшем Китайская Республика будет участвовать в Олимпиадах под названием «Китайский Тайбэй».
Тайваньские спортсмены (15 мужчин, 6 женщин) приняли участие в соревнованиях в 10 видах спорта:
- стрельбе из лука (Сюэ Мэйся заняла 38-е место среди женщин)
- лёгкой атлетике (женщины и мужчины)
- тяжёлой атлетике (10 место в весовой категории до 60 кг)[1]
- боксу (Ван Цзиин (王基瑩) в 1/16 финала выиграл у иранца Манухера Бахмани, в 1/8 финала проиграл Джорджу Тёрпину из Великобритании, в итоге заняв 9 место в легчайшем весе[2][3]
- велоспорту: Сюй Минфа (許 明發) участвовал в шоссейной велогонке, гите на 1000 метров и спринтерских заездах, лучший результат — 27 место в гите[4]
- дзюдо
- парусному спорту: яхтсмен Чэнь Сюсюн занял 35 место, набрав 235.0 очков
- стрельбе из винтовки
- плаванию (женщины и мужчины)
- борьбе.